# 赫梅斯普韋布洛 (新墨西哥州)
赫梅斯普韋布洛（英語：Jemez Pueblo）是位於美國新墨西哥州桑多瓦爾縣的普查規定居民點。

## 人口
根據2020年美國人口普查的數據，赫梅斯普韋布洛的面積為5.31平方千米，當中陸地面積為5.30平方千米，而水域面積為0.01平方千米。當地共有人口1963人，而人口密度為每平方千米369.68人。